# Federico Suárez Verdeguer
Federico Suárez Verdeguer (Valence, 1917 - Madrid, 2005) était un ecclésiastique, historien, professeur d’université et essayiste espagnol, membre de l’Opus Dei et chapelain de la Maison royale.
Outre ses travaux d’historien, qui portent sur l’Espagne des XIXe et XXe siècles, il est l’auteur d’ouvrages de réflexion et de spiritualité.

## Biographie
Natif de Valence,,, boursier depuis 1934 du Colegio Mayor Juan de Ribera (institution caritative privée avec siège à Burjasot), Suárez Verdeguer fit des études de philosophie et lettres à l’université de Valence, dans la section histoire, puis soutint en 1942 une thèse de doctorat en histoire à l’université de Madrid. Il fut ensuite boursier de l’Institut Jerónimo Zurita du CSIC (1943-1944), maître de conférence à l’université de Valence, et boursier de la section valencienne du CSIC (1944-1945), avant de devenir en 1948 titulaire de la chaire d’histoire de l’Espagne moderne et contemporaine à l’université de Saint-Jacques-de-Compostelle,, où il exerça aussi comme secrétaire général.
Siégeant au Conseil national de l’Éducation à partir de 1953, Suárez Verdeguer fut en 1955 l’un des architectes de l’École d’histoire de l’université de Navarre. Le 21 juillet 1940, il sollicita son admission à l’Opus Dei de Valence. Ordonné prêtre en 1948, il allait se vouer, parallèlement à son activité d’historien, à son œuvre pastorale auprès du personnel universitaire.
Fin 1959, quand Franco voulut bien accepter la proposition de don Juan portant que José Fernández de Velasco Sforza, duc de Frías, aristocrate érudit, devienne le nouveau précepteur du prince héritier Juan Carlos, le Caudillo y mit cependant comme condition que Suárez Verdeguer soit le directeur spirituel du prince. En 1975, il fut nommé chapelain de la Maison royale, et allait exercer cette fonction jusqu’à sa mort à Madrid en 2005,,.
Suárez Verdeguer fit éditer un ensemble de mémoires et d’autobiographies, dont trois d’Antonio Guerola, qui au XIXe siècle occupa plusieurs fois le poste de gouverneur civil dans différentes provinces espagnoles (Memoria de mi administración en la provincia de Cádiz, como gobernador de ella desde el 31 de marzo hasta el 31 de mayo de 1863, en 1986, Granada en la segunda mitad del siglo XIX, en 1996, et Sevilla en la segunda mitad del siglo XIX, en 1993). Il publia d’autre part un essai sur l’historiographie, intitulé Reflexiones sobre la historia y sobre el método de la investigación histórica (1977), un traité sur les idéologues dans l’Espagne contemporaine, sous le titre Intelectuales antifascistas (2002), et un ouvrage de réflexion sur la condition d’intellectuel, La honradez intelectual y otros ensayos (littér. l’Honnêteté intellectuelle et autres essais, 1988).
D’autre part, une autre série d’ouvrages virent le jour, de nature théologique et à tendance ascétique, fruits de son action sacerdotale et s’adressant principalement aux universitaires ; ce sont en particulier : La Virgen, nuestra Señora (littér. la Vierge, notre Seigneuresse) ; La puerta angosta (littér. la Porte étroite) ; La Pasión de nuestro Señor Jesucristo ; José, esposo de María (littér. Joseph, époux de Marie) ; El sacerdote y su ministerio ; La paz os dejo (littér. Je vous laisse la paix) ; Después de esta vida (littér. Après la présente vie) ; et El sacrificio del altar (littér. le Sacrifice de l’autel).

## Œuvre
Suárez Verdeguer était l’auteur notamment des publications suivantes :
- La crisis política del Antiguo Régimen en España, Madrid, Ediciones Rialp, coll. « Libros de historia », 1950 (rééd. 1988), 288 p. (ISBN 978-8432124099).
- La Pragmática Sanción de 1830, Valladolid, Escuela de Historia Moderna. Consejo Superior de Investigaciones Científicas (CSIC), 1950, 69 p.
- Los sucesos de La Granja, Saint-Jacques-de-Compostelle, Escuela de Historia Moderna. CSIC, Sección de Santiago, 1953, 402 p.[2]
- Conservadores, innovadores y renovadores en las postrimerías del antiguo régimen, Pampelune, Studium-Generale. Publicaciones del Estudio General de Navarra. Universidad de Navarra, 1955, 47 p.[11]
- Génesis del Concordato de 1851, Pampelune, Universidad de Navarra, 1963, 242 p.[3]
- Reflexiones sobre la historia y sobre el método de investigación histórica, Madrid, Ediciones Rialp, 1977, 256 p.
- El proceso de la convocatoria a Cortes (1808-1810), Pampelune, EUNSA. Ediciones Universidad de Navarra, S.A., 1982, 520 p. (ISBN 978-8431307387)
- Las Cortes de Cádiz, Madrid, Ediciones Rialp, 1982, 224 p. (ISBN 978-8432122019).
- Vida y obra de Juan Donoso Cortés, Pampelune, Eunate, 1997, 1088 p. (ISBN 978-8477680888)[2].
- Manuel Azaña y la guerra del 36, Madrid, Ediciones Rialp, 2000[3].
- Que los buenos no hagan nada : y otros ensayos, Madrid, Ediciones Rialp, 2000, 232 p. (ISBN 978-8432133022).
- Intelectuales antifascistas, Madrid, Ediciones Rialp, 2003, 320 p. (ISBN 978-8432133961).
- Ensayos moderadamente polémicos, Madrid, Ediciones Rialp, 2005, 272 p. (ISBN 978-8432135507).